# Chiesa della Natività della Vergine (Mariupol')
La chiesa della Natività della Vergine era una chiesa in stile russo-bizantino situata nel cuore della città di Mariupol' nell'oblast' di Donec'k dell'Ucraina.
La chiesa , dedicata alla Natività della Beata Vergine Maria, edificata nel 1780, fu distrutta nel 1936.
In questa chiesa fu battezzato il pittore Archip Ivanovič Kuindži e lì si sposò nel 1875 con Vera Leontyevna Kechedzhi-Shapovalova. Il fonte battesimale della chiesa si trova oggi nel Museo d'arte Archip Kuindži.

## Galleria d'immagini

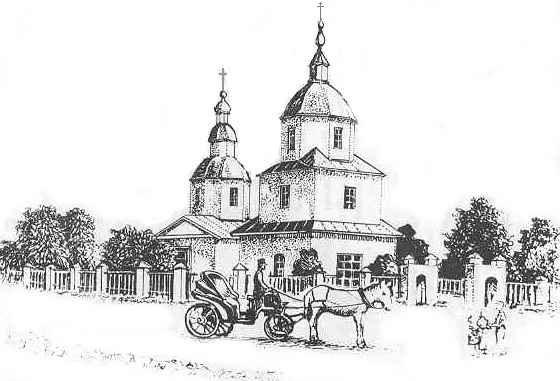
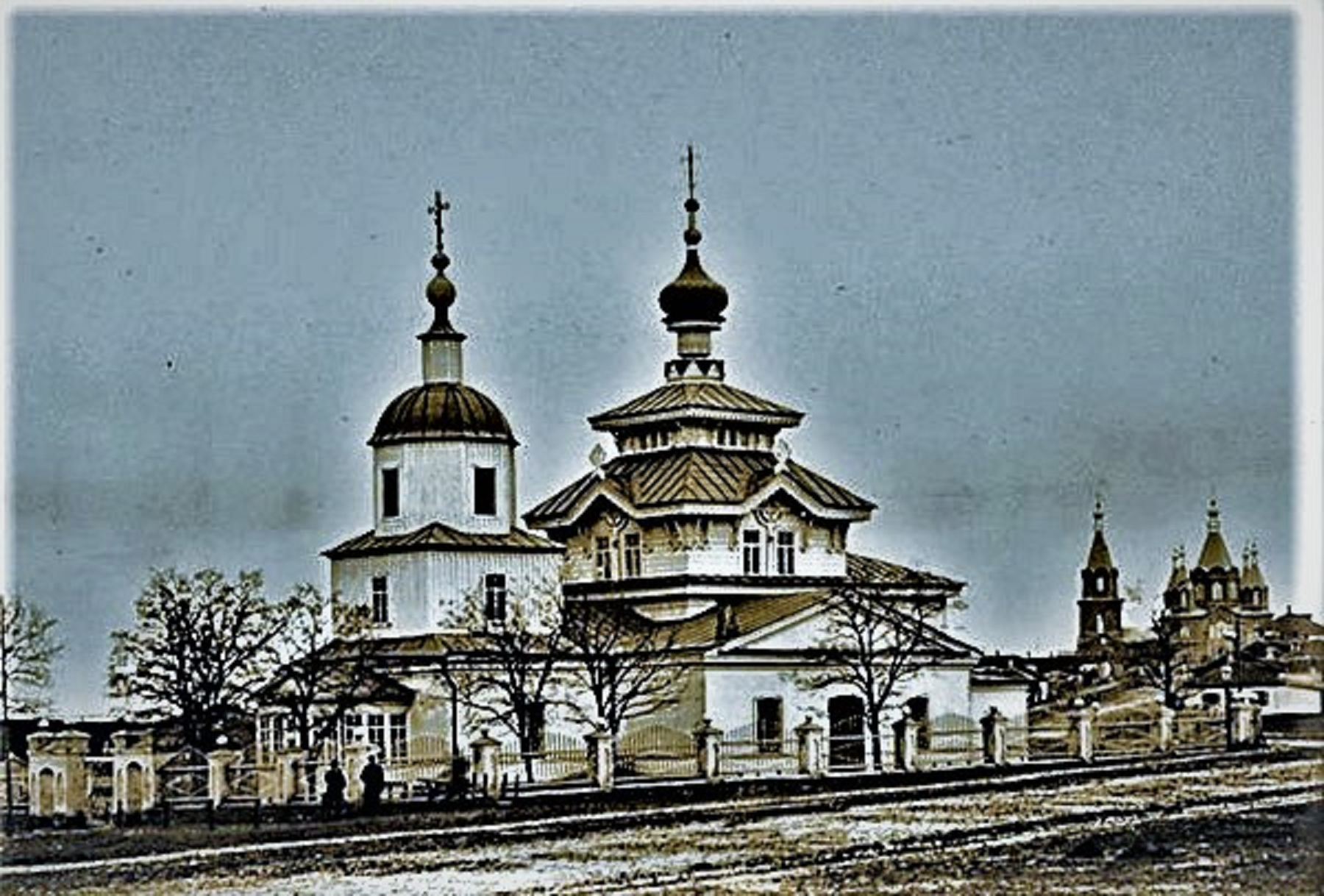